# Anomaloglossus beebei
Anomaloglossus beebei es una especie de anfibio anuro de la familia Aromobatidae. Es endémico de Venezuela y se distribuye por Guyana, encontrado únicamente en el parque nacional de Kaieteur, en el borde oriental de la sierra de Pacaraima y en el monte Ayanganna.
Habita en las grandes bromelias terrestres Brocchinia micrantha. Los renacuajos viven en las pequeñas cantidades de agua atrapadas en las axilas de las hojas.
Ha sido evaluada como una especie vulnerable, ya que su área de distribución conocida es muy limitada y su hábitat lentamente se está perdiendo al expandirse los bosques en detrimento de las bromelias que habita.
Se reproduce durante todo el año. Los renacuajos se alimentan de los restos de larvas de insectos, huevos no fertilizados y otros renacuajos.